# Softdisk
 (juin 2020).
Si vous disposez d'ouvrages ou d'articles de référence ou si vous connaissez des sites web de qualité traitant du thème abordé ici, merci de compléter l'article en donnant les références utiles à sa vérifiabilité et en les liant à la section « Notes et références ».
Softdisk est un éditeur de jeux vidéo fondé en 1981 à Shreveport, en Louisiane et disparu en 2006.

## Histoire
La société a été créée par Jim Mangham (programmeur à l'Université de Louisiane), Judi Mangham et Al Vekovius (professeur de mathématique de l'Université de Louisiane).
L'aventure a débuté en 1981 sous la forme d'un club d'informatique où les 50 membres abonnés et passionnés 
recevaient chaque mois une série d'articles et de logiciels très variés (jeux vidéo, demos, utilitaires) avec un magazine sur disquette pour Apple II. Les contenus étant fournis par des programmeurs indépendants ou par les abonnés. On employait alors le terme de magazette (magazine on diskette) et ce magazine se nommait The Harbinger.
Cette idée était déjà exploitée depuis 1978 par Ralph McElroy à Goleta (Californie) pour la diffusion du magazine CLOAD sur cassette audio dédié à l'ordinateur Radio Shack TRS-80.
A cette époque les sociétés éditrices de logiciels professionnels ne s'intéressaient guère au marché des particuliers et des amateurs d'informatique. Il y avait très peu de réseaux de diffusion sur ce créneau.
L'activité du club se développant de plus en plus, celle-ci s'est muée en une entreprise avec pour investisseur 
Al Tommervik qui éditait le magazine papier Softalk pour Apple II. Al Tomervik avait été contacté parce que The Harbinger souhaitait placer un encart publicitaire dans son magazine. Devenu un partenaire commercial principal et pour faire écho à Softalk, The Harbinger pris le nom de Softdisk.
Les abonnements destinés aux ordinateurs Apple II s'appelaient Softdisk et, en août 1983, ils étaient distribués avec 2 disquettes. À partir de janvier 1984, ils étaient directement disponibles en librairie.
En juin 1984, vint le tour des ordinateurs Commodore 64 avec un abonnement ayant pour nom Loadstar. À partir de novembre 1986, Softdisk créa un abonnement pour les utilisateurs d'IBM PC et compatibles appelé le « Big Blue Disk » qui atteignit rapidement 15000 abonnés. En 1987, Sofdisk comptait 120 employés et le nombre d'abonnés s'élevait à plus de 100000 constituant ainsi une communauté digitale alternative à une époque où les infrastructures de télécommunication étaient très lentes. Chacun d'entre eux était prêt à dépenser 9.95 dollars par mois pour recevoir par la poste les disquettes tant attendues. Jim Mangham s'occupait de la partie opérationnelle de l'entreprise tandis que Al Vekovius se consacrait au développement de l'activité. En 1988 apparut un abonnement pour Apple Macintosh. Une dizaine de concurrents tentèrent d'imiter Softdisk mais aucun ne réussit à atteindre un tel succès compte tenu de l'implantation historique de Softdisk sur ce marché.
Afin de motiver sa communauté, Softdisk proposait un concours du nom de CodeQuest incitant son lectorat à proposer des programmes de tout type. Le 1er prix était de 1000 dollars, le 2nd de 500 dollars et le 3e de 250 dollars.
La notoriété aidant, en 1989 Softdisk fût poursuivie en justice par IBM pour avoir utilisé le terme « Big Blue ». 
L'abonnement PC changea de nom pour devenir "On Disk Monthly", puis Softdisk PC et pour finir Softdisk for Windows. 
À partir de 1996, la disquette a été remplacée par un CD-ROM.
Ce type particulier de distribution de logiciels par abonnement postal a cessé définitivement à la fin des années 1990 à la suite de l'expansion irréversible d'Internet, qui a mis gratuitement à la portée de tous les utilisateurs des centaines de milliers de logiciels.
Pour autant, Softdisk a continué son activité commerciale en se convertissant dans un premier temps dans la vente en ligne de logiciels (par téléchargement ou envoi postal). Puis dans la création et la maintenance de sites internet/intranet/extranet et en tant que fournisseur d'accès local pour la région de Shreveport.

## Les jeux vidéo
Softdisk a publié des jeux comme Dangerous Dave, Catacomb, Kroz, Maze Runner, Meteors, Shadow Knights, Commander Keen, Hovertank 3D ou Catacomb 3D.
Nombre de développeurs et de concepteurs de jeux vidéo y ont fait leurs premières armes. C'est notamment le cas de Scott Miller ainsi que Tom Hall, John Romero et John Carmack, futurs fondateurs de id Software.

## Version française
En 1989, après son départ de la société de jeux vidéo Ère informatique, Emmanuel Viau prend contact avec la société Softdisk afin d'adapter le concept en langue française pour Compatible PC et Macintosh sous le nom de «Périodisk». Pour la diffusion, il crée la société Softdisk France (société non affiliée à Softdisk US) qu'il dirigera jusqu'en 1994. En plus de la distribution du Périodisk, il existait aussi une version purement ludique intitulée « Périodisk Spécial Jeux ».